# Camilla Filicchi
Camilla Filicchi o Felicchi (Gubbio, 1771 – Gubbio, 1848) è stata una pittrice italiana.

## Biografia
È nata in una famiglia toscana di cui facevano parte anche il fratello, Giacomo e il nipote Patrizio.

## Carriera
La Basilica di Sant'Ubaldo di Gubbio custodisce l'opera Estasi di San Francesco stimmatizzato e consolato da due angeli. Realizzata nel 1816 e ambientato nel paesaggio roccioso di La Verna, raffigura due angeli che sostengono San Francesco che prega davanti a un crocifisso mentre un serafino gli infligge le stimmate.
Ai lati del battistero del Duomo di Gubbio si trovano due pannelli di Camilla Filicchi - sul retro di uno di loro è presente il nome dell'artista e la data - che furono rubati dalla chiesa nel 1971 e vennero successivamente recuperati. Essi raffigurano: Santa Elisabetta e un giovane San Giovanni Battista (le cui le figure sono ispirate a quelle della Vergine e di Gesù bambino del quadro Fuga in Egitto, dipinto nel 1634 da Rutilio Manetti per la chiesa di Santa Maria Nuova e custodito ora nella Pinacoteca Civica di Gubbio) e Sant'Ubaldo accanto all'altare con il reliquiario del dito di San Giovanni Battista firmato da Andreas Stafilio da Norcia e datato 1349 nell'iscrizione (documentato come presente nella sagrestia del Duomo nel 1885 e successivamente perduto).
Un pannello posizionato sul muro delle scale, rappresenta i santi protettori di Gubbio che affidano la città alla protezione della Vergine Maria.

## Opere
- Estasi di San Francesco stimmatizzato e consolato da due angeli (1816) - Basilica di Sant'Ubaldo, Gubbio.[4]
- Madonna col Bambino, i profeti Elia ed Eliseo, i santi Teresa di Avila e Giovanni della Croce e due carmelitani (1820) - Chiesa di Santa Croce della Foce, Gubbio
- Annunciazione (XIX secolo)
- San Filomena (1830 circa)
- Dio Padre (1830 circa)